# Puebla de Don Francisco
Puebla de Don Francisco település Spanyolországban, Cuenca tartományban. Puebla de Don Francisco Albalate de Zorita, Almonacid de Zorita, Buendía, Villalba del Rey, Huete, Vellisca és Saceda-Trasierra községekkel határos. Lakosainak száma 205 fő (2024).

## Népesség
A település népessége az utóbbi években az alábbiak szerint változott:
| Lakosok száma | 348  | 323  | 364  | 322  | 310  | 257  | 232  | 211  | 198  | 205  |
|               | 2001 | 2004 | 2006 | 2009 | 2011 | 2014 | 2016 | 2019 | 2021 | 2024 |